# Steve Shaw
Pour les articles homonymes, voir Shaw.
Steve Shaw, né le 3 juin 1965 à Saint-Louis, Missouri et mort dans un accident de la circulation le 5 décembre 1990 à Los Angeles à l'âge de 25 ans, est un acteur américain.

## Biographie
Il est surtout connu pour son rôle de Eric Fairgate dans le feuilleton Côte Ouest (Knots Landing).
En 1979, il joue le rôle d'un jeune garçon atteint d'une leucémie dans un épisode de La Petite Maison dans la prairie (épisode 21 - saison 5 : "L'Odyssée").